# 周庭和
周庭和（1908年9月18日—2003年3月22日）。浙江省青田縣山口鎮人。民國39年（1950年）在僑民第十四區〔歐洲〕遞補當選第一屆立法委員

## 生平[2][3][4]
- 浙江省立第十一中學畢業
- 巴黎大學肄業
- 革命實踐研究院第十六期
- 駐法總支部執行委員
- 大陸救總會駐歐洲聯絡委員
- 民國九十二年三月二十二日晚上七時十分逝世，享年九十有六